# オベデ

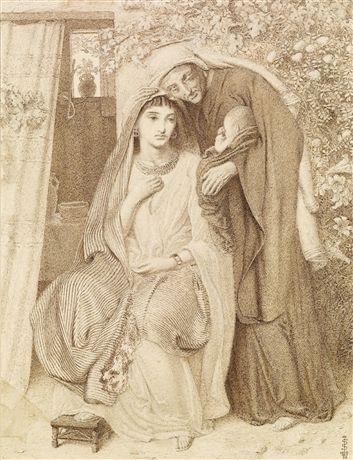
シメオン・ソロモン、ルツとナオミ とオベデ、1860年。

オベデは、旧約聖書の『ルツ記』に登場する人物。新共同訳聖書での表記は「オベド」。

## 概略
オベデは、ルツとボアズの息子であり、エッサイの父であり、ダビデの祖父である。彼は、イエス・キリストの先祖の1人であり、マタイによる福音書及びルカによる福音書におけるイエス・キリストの系図で彼の名を見ることができる。

## ルツ記におけるオベデ
ルツがオベデをみごもったとき、近所の女性たちは、ナオミに言った。
オベデという名前の語義はヘブライ語で「（神の）しもべ」。彼の名前は、近所の女性たちによって名付けられた。